# جانيت بيكرينغ رانكن
جانيت بيكرينغ رانكن (بالإنجليزية: Jeannette Rankin) (11 يونيو 1880-18 مايو 1973)، سياسية أمريكية ومدافعة عن حقوق المرأة، وأول امرأة تشغل منصبًا فيدراليًا في الولايات المتحدة. انتُخبت في مجلس النواب الأمريكي كعضو جمهوري عن ولاية مونتانا في عام 1916، ومجددًا في عام 1940.
تزامنت كل مصطلحات رانكن في الكونغرس مع بدء التدخل العسكري الأمريكي في الحربين العالميتين. كانت من دعاة السلام طوال حياتها، وكانت واحدة من 50 عضوًا في مجلس النواب ممن عارضوا إعلان الحرب على ألمانيا عام 1917. وفي عام 1941، كانت العضو الوحيد في الكونغرس الذي صوت ضد إعلان الحرب على اليابان بعد الهجوم على بيرل هاربر.
كانت مناصرة لحق المرأة في الاقتراع خلال الحقبة التقدمية، نظمت رانكن وعملت من أجل الحصول على تشريع يمنح المرأة حق الاقتراع في عدة ولايات منها مونتانا ونيويورك ونورث داكوتا. أثناء وجودها في الكونغرس، قدمت التشريع الذي تحول لاحقًا إلى التعديل الدستوري التاسع عشر، والذي منح للنساء حق الاقتراع غير المقيد في جميع أنحاء البلاد. دافعت عن العديد من قضايا حقوق المرأة والحقوق المدنية المتنوعة طوال مهنة امتدت لأكثر من ستة عقود.

## حياتها المبكرة

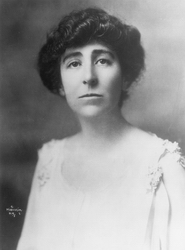
صورة لجانيت بيرينغ رانكن

وُلدت رانكن في 11 يونيو 1880، بالقرب من ميسولا، مونتانا، قبل تسع سنوات من تحول الإقليم إلى ولاية. كانت ابنة معلمة المدرسة أوليف (بيكرينغ قبل الزواج) والمهاجر الأسكتلندي الكندي جون رانكن، الذي عمل نجارًا ومربيًا للماشية. كانت كبرى ستة أطفال، منهم خمس أخوات (توفيت إحداهن في الطفولة)، وأخ يدعى ويلينغتون، الذي أصبح المدعي العام لمونتانا، ولاحقًا قاضي المحكمة العليا في مونتانا.
بصفتها مراهقة في مزرعة عائلتها، كان على رانكن أن تؤدي العديد من المهام، منها التنظيف والخياطة وأعمال المزرعة والعمل في الخارج والمساعدة في رعاية أشقائها الصغار. ساعدت في صيانة آلات المزرعة، وبنت في إحدى المرات رصيفًا خشبيًا لوحدها لمبنى يملكه والدها كي يتمكن من تأجيره. سجلت رانكن لاحقًا ملاحظات من طفولتها إذ رأت نساء الحدود الغربية في تسعينيات القرن التاسع عشر يعملن جنبًا إلى جنب مع الرجال، متساوين معهم في حين لم يكن لديهن صوت سياسي متساوٍ، ولا حق قانوني في الاقتراع.
ثم تخرجت رانكن من المدرسة الثانوية عام 1898. درست في جامعة مونتانا، وتخرجت في عام 1902 بدرجة البكالوريوس في علم الأحياء. قبل أن تبدأ حياتها السياسية وتأييدها، استكشفت مجموعة متنوعة من الوظائف، منها خياطة الملابس وتصميم الأثاث والتدريس. بعد وفاة والدها عام 1904، تولت رانكن مسؤولية رعاية أشقائها الصغار.

## حياتها الشخصية
كانت رانكين عزباء ولم تتزوج قط. بينما كانت لديها معرفة طويلة وعميقة بكاثرين أنتوني ، الصحفية والروائية المعروفة ، لم تكن السيدتان مرتبطتان بعلاقة عاطفية. على الرغم من اختلاف سيرة رانكين باختلاف ميولها الجنسي، إلا أنهم يتفقون جميعًا على أنها كانت مشغولة جدًا بعملها لمتابعة علاقات شخصية جادة.

## روابط خارجية
- جانيت بيكرينغ رانكن على موقع الموسوعة البريطانية (الإنجليزية)